# Nikos Bogiopoulos
Nikos Bogiopoulos (1967-) es un periodista griego del periódico Rizospastis desde el 1992 y miembro del Partido Comunista de Grecia (KKE) desde el 1996.
Estudió en la Universidad de Economía de Atenas y ha trabajado ocasionalmente con varias estaciones de radio y revistas. Habitualmente ejerce como representante del KKE en diversos programas de televisión y de radio. Es conocido por emplear cifras de producción y datos estadísticos oficiales para respaldar sus argumentaciones. En su punto de mira político han estado ocasionalmente los gobiernos del PASOK, el partido político Concentración Popular Ortodoxa, la política exterior norteamericana, la Asociación de Empresarios griegos (SEB), los discursos y las políticas antiinmigratorias, y a diversos grupos antiautoritarios por considerar que tienen relaciones con el Servicio Griego de Inteligencia, y la CIA.